# Myiodynastes bairdii
Myiodynastes bairdii là một loài chim trong họ Tyrannidae.